# Sybra carolinensis
Sybra carolinensis là một loài bọ cánh cứng trong họ Cerambycidae.